# Porsche 936
Porsche 936 är en sportvagn, tillverkad av den tyska biltillverkaren Porsche mellan 1976 och 1981.

## Porsche 936
Porsche hade lagt ned sin satsning på sportvagns-VM efter säsongen 1971 och koncentrerat sina ansträngningar på CanAm-serien i Nordamerika. Men när intresset för CanAm minskade i samband med oljekrisen 1973 vände Porsche åter blicken mot framför allt Le Mans 24-timmars.
Porsche 936 byggdes enligt FIA:s Grupp 6-reglemente för sportvagnsprototyper. Delarna till bilen hämtades från flera håll. Den turboladdade boxersexan hämtades från Porsche 935, medan resten av drivlinan kom från Porsche 917. Chassit hämtades från Porsche 908 och den öppna karossen var en nedskalad variant av CanAm-bilarna.
Till 1978 fick bilen en ny motor med fyra ventiler per cylinder och till 1981 tillät en regeländring att Porsche använde en större motor.

## Tekniska data
| Tekniska data               | 936                                                              | 936/77                                                           | 936/81                                                                |
| --------------------------- | ---------------------------------------------------------------- | ---------------------------------------------------------------- | --------------------------------------------------------------------- |
| Motor:                      | Mittmonterad 6-cylindrig boxermotor med turbo                    | Mittmonterad 6-cylindrig boxermotor med turbo                    | Mittmonterad 6-cylindrig boxermotor med turbo                         |
| Kylning:                    | Luftkylning                                                      | Luftkylning                                                      | Luftkylning, cylinderhuvuden med vätskekylning                        |
| Cylindervolym:              | 2142 cm³                                                         | 2142 cm³                                                         | 2650 cm³                                                              |
| Borrning x slaglängd:       | 83 x 66 mm                                                       | 83 x 66 mm                                                       |                                                                       |
| Max effekt vid varvtal:     | 520 hk vid 8 000 v/min                                           | 540 hk vid 8 000 v/min                                           | 620 hk vid 8 000 v/min                                                |
| Max vridmoment vid varvtal: | 480 Nm vid 6 000 v/min                                           |                                                                  |                                                                       |
| Ventilstyrning:             | En överliggande kamaxel per cylinderrad, 2 ventiler per cylinder | En överliggande kamaxel per cylinderrad, 2 ventiler per cylinder | Dubbla överliggande kamaxlar per cylinderrad, 4 ventiler per cylinder |
| Bränslesystem:              | Bosch bränsleinsprutning                                         | Bosch bränsleinsprutning                                         | Bosch bränsleinsprutning                                              |
| Växellåda:                  | 5-växlad manuell                                                 | 5-växlad manuell                                                 | 4-växlad manuell                                                      |
| Hjulupphängning fram:       | Dubbla tvärlänkar, skruvfjädrar, krängningshämmare               | Dubbla tvärlänkar, skruvfjädrar, krängningshämmare               | Dubbla tvärlänkar, skruvfjädrar, krängningshämmare                    |
| Hjulupphängning bak:        | Undre tvärlänkar, dubbla längslänkar, skruvfjädrar               | Undre tvärlänkar, dubbla längslänkar, skruvfjädrar               | Undre tvärlänkar, dubbla längslänkar, skruvfjädrar                    |
| Bromsar:                    | Hydrauliska skivbromsar                                          | Hydrauliska skivbromsar                                          | Hydrauliska skivbromsar                                               |
| Chassi & kaross:            | Rörram av aluminium med plastkaross                              | Rörram av aluminium med plastkaross                              | Rörram av aluminium med plastkaross                                   |
| Hjulbas:                    | 240 cm                                                           | 241 cm                                                           | 240 cm                                                                |
| Torrvikt:                   | 700 kg                                                           | 700 kg                                                           | 750 kg                                                                |
| Toppfart:                   | 330 km/h                                                         | 330 km/h                                                         | 360 km/h                                                              |

## Tävlingsresultat

### Sportvagns-VM 1976
Säsongen 1976 kördes sportvagns-VM med GT-vagnar i Grupp 5. Prototyperna i Grupp 6 hade ett eget mästerskap. Porsche vann fem av sju deltävlingar och tog därmed hem prototypklassen. Dessutom vann man Le Mans 24-timmars genom Jacky Ickx och Gijs van Lennep.

### Sportvagns-VM 1977
Säsongen 1977 drog sig Porsche ur Grupp 6-mästerskapet och körde endast Le Mans 24-timmars. Jacky Ickx vann återigen, den här gången tillsammans med Jürgen Barth och Hurley Haywood.

### Sportvagns-VM 1978
Även 1978 körde Porsche endast Le Mans 24-timmars. Jacky Ickx slutade detta år på andra plats, tillsammans med Jürgen Barth och Bob Wollek.

### Sportvagns-VM 1979
1979 slutade Porsches Le Mans-lopp utan några poäng, sedan bilarna brutit.

### Sportvagns-VM 1980
1980 ställde Porsche inte upp i Le Mans-loppet utan koncentrerade sig på att vinna Indianapolis 500.

### Sportvagns-VM 1981
1981 var Porsche tillbaka i Le Mans 24-timmars. Jacky Ickx tog sin tredje vinst i 936:an, den här gången tillsammans med Derek Bell.

### Sportvagns-VM 1982
Säsongen 1982 kom Porsche tillbaka till sportvagns-VM, med 956-modellen i den nya Grupp C-klassen. Privatstallet Joest Racing deltog med 936:an och tog två tredjeplatser, på Silverstone 6-timmars och Mugello 6-timmars.
Porsche vann mästerskapstiteln med den överlägsna 956:an.